# San Carlos (Córdoba)
Pour les articles homonymes, voir San Carlos.
San Carlos est une municipalité située dans le département de Córdoba, en Colombie.